# Luis Arturo González López
Luis Arturo González López (Zacapa, 21 de dezembro de 1900 – 11 de novembro de 1965) foi Presidente interino da Guatemala de 27 de julho a 24 de outubro de 1957.